# Hockey Club Rosey-Gstaad
L'Hockey Club Rosey-Gstaad (abbreviato HC Rosey-Gstaad) è stata una squadra di hockey su ghiaccio svizzera. Fu fondata nel 1908 con sede a Rolle, per poi essere spostata nel 1916 a Gstaad.

## Cronologia
- 1908-1909: ?
- 1908-1910: 1º livello
- 1910-1915: ?
- 1915-1916: 1º livello
- 1916-1917: ?
- 1917-1933: 1º livello
- 1933-1937: ?

## Palmarès
Campionato Internazionale: 5
1918-19, 1919-20, 1920-21, 1924-25, 1927-28
 Campionato Internazionale: 4 secondi posti
1917-18, 1926-27, 1929-30, 1930-31
 Campionato Internazionale: 2 terzi posti
1931-32, 1932-33
 Campionato Nazionale: 3
1920-21, 1923-24, 1924-25
 Campionato Nazionale: 7 secondi posti
1917-18, 1921-22, 1922-23, 1925-26, 1926-27, 1927-28, 1928-29